# Aspidogyne
Aspidogyne – rodzaj rośliny z rodziny storczykowatych (Orchidaceae Juss.). Obejmuje około 75 gatunków występujących naturalnie w strefie tropikalnej obu Ameryk.

## Etymologia
Nazwa rodzajowa pochodzi z języka greckiego – słowo "aspis" oznacza tarczę, natomiast "gyne" kobietę. Słowa te odnoszą się do dużego rostellum (tworu powstającego z jednej z łatek znamienia) zaokrąglonego na bokach, które przypomina tarczę.

## Rozmieszczenie geograficzne
Przedstawiciele rodzaju Aspidogyne rosną naturalnie na obszarze od Gwatemali i południowego Hondurasu aż do Boliwii, Paragwaju i północnej Argentyny.

## Morfologia
LiścieLiście łodygowe o kształcie jajowatym do eliptycznego są skupione u nasady pędu.
KwiatyKwiatostany są owłosione lub gruczołowate. Przysadki są nagie lub owłosione. Kwiaty rozpostarte. Listek grzbietowy okwiatu jest wklęsły i wyprostowany. Listki boczne zewnętrznego okółka są rozpostarte. Warżka jest dwuczęściowa. Posiada długą ostrogę zakrzywioną na szczycie. Hipochil jest wklęsły, w kształcie łodzi. Epichil jest ułożony poprzecznie, o gładkim brzegu bez wycięć lub wgłębień, zakrzywiony na szczycie. Rostellum jest duże i całobrzegie, w kształcie wiatraczka. Wierzchołek zwykle się łamie przy odrywaniu od pollinarium. Pylniki są wyprostowane. Clinandrium jest płytkie. Tarczka nasadowa (łac. viscidium) jest dość duża. Posiada dwa znamiona. Zalążnia jest cylindrycznie-wrzecionowata, gruczołowato owłosiona.
OwoceNasiona nie zostały zaobserwowane.

## Biologia i ekologia
Rośliny z rodzaju Aspidogyne rosną w cieniu na dnie lasu (przy brzegach rzek, na bagnach) na piaszczystej, próchnicznej lub granitowej glebie. Występują na wysokościach do 2000 m n.p.m.

## Systematyka
Pozycja systematyczna według Angiosperm Phylogeny Website (aktualizowany system APG III z 2009)
Rodzaj sklasyfikowany do podplemienia Goodyerinae w plemieniu Cranichideae, podrodzina storczykowe (Orchidoideae), rodzina storczykowate (Orchidaceae), rząd szparagowce (Asparagales) w obrębie roślin jednoliściennych.
Aspidogyne jest blisko spokrewnione z rodzajem Microchilus C. Presl, od którego różni się budową kwiatów.
Wykaz gatunków
- Aspidogyne alajuelae (Ormerod) Meneguzzo
- Aspidogyne amazonica (Garay) Meneguzzo
- Aspidogyne argentea (Vell.) Garay
- Aspidogyne bicornuta (Cogn.) Meneguzzo
- Aspidogyne bidentifera (Schltr.) Garay
- Aspidogyne boliviensis (Cogn.) Garay
- Aspidogyne brachyrrhyncha (Rchb.f.) Garay
- Aspidogyne bruxelii (Pabst) Garay
- Aspidogyne caraguatatubensis M.R.Miranda, Engels & E.C.Smidt
- Aspidogyne carauchana Ormerod
- Aspidogyne chocoensis Ormerod
- Aspidogyne clavigera (Rchb.f.) Meneguzzo
- Aspidogyne commelinoides (Barb.Rodr.) Garay
- Aspidogyne confusa (C.Schweinf.) Garay
- Aspidogyne costaricensis Ormerod & M.A.Blanco
- Aspidogyne cruciformis Ormerod
- Aspidogyne debilis (Lindl.) Meneguzzo
- Aspidogyne decora (Rchb.f.) Garay & G.A.Romero
- Aspidogyne diaphana Szlach. & Kolan.
- Aspidogyne fimbrillaris (B.S.Williams) Garay
- Aspidogyne foliosa (Poepp. & Endl.) Garay
- Aspidogyne gavilanensis (Ormerod & G.A.Romero) Meneguzzo
- Aspidogyne gigantea (Dodson) Ormerod
- Aspidogyne goaltalensis Ormerod
- Aspidogyne grandis (Ormerod) Ormerod
- Aspidogyne grayumii Ormerod
- Aspidogyne harlingii Ormerod
- Aspidogyne herzogii (Schltr.) Ormerod
- Aspidogyne hylibates (Rchb.f.) Garay
- Aspidogyne hyphaematica (Rchb.f.) Garay
- Aspidogyne jamesonii (Garay) Meneguzzo
- Aspidogyne juruenensis (Hoehne) Meneguzzo
- Aspidogyne jussariensis Ormerod
- Aspidogyne kuczynskii (Porsch) Garay
- Aspidogyne lindleyana (Cogn.) Garay
- Aspidogyne longibracteata (Soroka) Ormerod
- Aspidogyne lutea (Garay) Meneguzzo
- Aspidogyne macarenae (Ormerod) Meneguzzo
- Aspidogyne malmei (Kraenzl.) Garay
- Aspidogyne mendoncae (Brade & Pabst) Ormerod
- Aspidogyne metallescens (Barb.Rodr.) Garay
- Aspidogyne miravalleana Szlach. & Kolan.
- Aspidogyne misera (Ormerod) Ormerod
- Aspidogyne mosaica Ormerod
- Aspidogyne multifoliata (C.Schweinf.) Garay
- Aspidogyne mystacina (Rchb.f.) Garay
- Aspidogyne pachysepala (Ormerod) Meneguzzo
- Aspidogyne pedicellata (Cogn.) Meneguzzo
- Aspidogyne peruviana (Garay) Meneguzzo
- Aspidogyne peteriana (Cogn.) Meneguzzo
- Aspidogyne platensis (Hauman) Meneguzzo
- Aspidogyne popayanensis Ormerod
- Aspidogyne pumila (Cogn.) Garay
- Aspidogyne querceticola (Lindl.) Meneguzzo
- Aspidogyne rariflora (Lindl.) Garay
- Aspidogyne reddenii Ormerod & Carnevali
- Aspidogyne repens (Poepp. & Endl.) Garay
- Aspidogyne robusta (C.Schweinf.) Garay
- Aspidogyne rosea (Lindl.) Meneguzzo
- Aspidogyne roseoalba (Dressler) Ormerod
- Aspidogyne rotundifolia (Ormerod) Ormerod
- Aspidogyne schlechteriana (Hoehne) Meneguzzo
- Aspidogyne serripetala (Garay) Garay
- Aspidogyne stenocentron (Schltr.) Szlach. & Kolan.
- Aspidogyne steyermarkii Carnevali & Foldats
- Aspidogyne stictophylla (Schltr.) Garay
- Aspidogyne stigmatoptera (Rchb.f.) Meneguzzo
- Aspidogyne sumacoensis Ormerod
- Aspidogyne tribouillieri Archila, Chiron & Szlach.
- Aspidogyne tuerckheimii (Schltr.) Garay
- Aspidogyne tulamengensis Ormerod & Carnevali
- Aspidogyne umbraticola (Garay) Meneguzzo
- Aspidogyne unicornis (Ormerod) Meneguzzo
- Aspidogyne utriculata (Dressler) Szlach.
- Aspidogyne venustula (Ames) Meneguzzo
- Aspidogyne vesiculosa Ormerod
- Aspidogyne zonata Ormerod

## Zastosowanie
Rośliny z tego rodzaju zasadniczo nie są uprawiane.